# Scrooge (1951)
Scrooge is een Britse verfilming van Charles Dickens' A Christmas Carol.  De film werd geregisseerd door Brian Desmond Hurst en uitgebracht in 1951.  In Amerika kwam de film uit onder de titel A Christmas Carol.  Hoofdrollen worden gespeeld door onder andere Alastair Sim, Mervyn Johns en Hermione Baddeley.

## Verhaal
Op kerstavond 1843 verklaart Ebenezer Scrooge aan enkele mensen dat hij kerst niet zal vieren. Verder weigert hij uitstel van betaling aan een schuldenaar en wil hij niet doneren aan het armenfonds aangezien deze armen dood beter af zijn. Hij krijgt een invitatie van zijn neef Fred voor het kerstfeest, maar weigert. Ten slotte geeft hij met tegenzin zijn klerk Bob Cratchit voor de volgende dag betaald verlof op voorwaarde dat hij met tweede kerstdag vroeger start.
Scrooge bestelt een schamele maaltijd in een sjofel restaurant en weigert extra brood wanneer blijkt dat hiervoor een meerprijs wordt aangerekend. Daarop gaat hij naar huis. De deurklopper verandert plots in het gezicht van Jacob Marley, zijn voormalige zakenpartner die zeven jaar eerder stierf. Niet veel later verschijnt Marley als geest in het huis. Hij is met lange kettingen vastgemaakt als straf voor zijn daden toen hij nog leefde en is gedoemd om zo eeuwig op aarde te vertoeven. Marley waarschuwt dat Scrooge eenzelfde lot zal overkomen als hij zijn levensstijl niet aanpast. Verder zal Scrooge bezoek krijgen van drie andere geesten. Daarop verlaat Marley de kamer om zich aan te sluiten met andere geesten met eenzelfde lot als het zijne.
Om een uur 's nachts verschijnt de Geest van Voorbije Kerst en toont Scrooge scènes uit diens verleden. De jonge Scrooge werd verstoten door zijn vader. Ebenezer zit op kostschool en ook dit jaar lijkt het alsof hij met kerst thuis niet welkom is. Plots komt zijn zus Fan hem ophalen en verklaart dat het karakter van hun vader is veranderd. Verder toont de geest het jaarlijkse kerstfeest bij Scrooge's voormalige werkgever Fezziwig waar Ebenezer ooit zijn huwelijksaanzoek deed aan zijn vriendin Alice. Scrooge werd door de louche meneer Jorkin verleid om voor zijn bedrijf te komen werken en te kiezen voor geld en rijkdom. Op aanraden van meneer Jorkin nemen Ebenezer en Jacob Marley de zaak van Fezziwig over. Alice zet de verloving stop omdat Scrooge meer interesse lijkt te hebben in geld dan in haar. Ook toont de geest hoe de jonge Scrooge wegliep aan het sterfbed van Fan en weigerde om haar zoon Fred te bekijken. Jaren later achterhalen Ebenezer en Jacob dat Jorkin een oplichter is en geld verduistert. Daarop nemen ze de macht over en hernoemen het bedrijf naar "Scrooge & Marley". Op 24 december 1836 is Jacob stervende. Ebenezer weigert zijn enige vriend te bezoeken tijdens kantooruren. Wanneer hij uiteindelijk arriveert, is Marley zich er al van bewust dat hij voor eeuwig zal worden gestraft omwille van zijn hebberigheid en tracht Ebenezer te waarschuwen. De Geest van Voorbije Kerst verwijt daarop Scrooge dat hij Marley's geld en huis heeft ingenomen.
De Geest van de Huidige Kerst toont aan Scrooge hoe anderen dit jaar hun kerst zullen vieren. Daarbij komt Scrooge te weten hoe arm Bob Cratchit in werkelijkheid is. Ze kunnen zich amper een klein kerstdiner veroorloven. Hun jongste kind Tim is kreupel en zal sterven aan zijn ziekte indien de toekomst niet zal veranderen. Daarop toont de geest het kerstfeest bij zijn neef Fred. Ten slotte toont de geest twee zieke, gillende kinderen: Ignorance en Want. De geest herinnert Scrooge aan diens eerdere uitspraak over de armen.
De Geest van Toekomstige Kerst toont hoe de toekomst er volgens het huidige verloop zal uitzien. De familie Cratchit rouwt omwille van het overlijden van Tim. Verder vieren Fred en zijn familie feest omwille van het overlijden van Ebenezer. Huishoudster Dilber heeft Scrooge's huis leeggeroofd na diens dood. Daarop belooft Scrooge dat hij een andere levensstijl zal aannemen.
Scrooge ontwaakt in het heden als een totaal andere persoon. Hij vervijfvoudigt het loon van mevrouw Dilber en laat een enorme kerstkalkoen afleveren bij de familie Cratchit. Verder gaat hij toch in op de uitnodiging voor het kerstdiner bij Fred, waar hij warm wordt onthaald. De volgende dag krijgt ook Bob opslag en Ebenezer belooft dat hij hulp zal zoeken voor Tim.
In de eindscène vermeldt een verteller dat Scrooge "de beste inwoner werd die de stad ooit heeft gekend" en Tim leerde wandelen zonder stok. Daarop worden Scrooge en Tim getoond terwijl ze tussen de huizen wandelen en verdwijnen in de verte.

## Rolverdeling
| Acteur            | Personage                      |
| ----------------- | ------------------------------ |
| Alastair Sim      | Ebenezer Scrooge               |
| Kathleen Harrison | Mrs. Dilber                    |
| Mervyn Johns      | Bob Cratchit                   |
| Hermione Baddeley | Mrs. Cratchit                  |
| Michael Hordern   | Jacob Marley                   |
| George Cole       | jonge Ebenezer Scrooge         |
| Glyn Dearman      | Tim                            |
| John Charlesworth | Peter Cratchit                 |
| Michael J. Dolan  | Geest van de Voorhene Kerst    |
| Francis de Wolff  | Geest van de Huidige Kerst     |
| Czeslaw Konarski  | Geest van de Toekomstige Kerst |
| Rona Anderson     | Alice                          |
| Carol Marsh       | Fan Scrooge                    |
| Jack Warner       | Mr. Jorkin                     |
| Roddy Hughes      | Mr. Fezziwig                   |
| Patrick Macnee    | jonge Jacob Marley             |
| Brian Worth       | Fred                           |

## Verschillen met het originele verhaal
- In de film is mevrouw Dilber de huishoudster. In het boek heeft de huishoudster geen naam en staat mevrouw Dilber in voor de was. De rol van de huishoudster is in de film aanzienlijk groter.
- In de film wordt de achtergrond gegeven hoe Scrooge van een vooraanstaand, beloftevolle zakenman veranderde in de vrek die hij nu is. Destijds werd hij door de louche meneer Jorkin overhaald om voor diens bedrijf te werken. Jorkin verduisterde geld van het bedrijf. Scrooge en Marley namen het bedrijf van Jorkin over en hernoemden het naar "Scrooge and Marley".
- In het boek heet Ebenezer's verloofde Belle en is haar beroep onbekend. In de film heet ze Alice en werkt ze in een tehuis voor daklozen en zieke mensen.
- In de film wordt de dood van Ebenezer zijn moeder in het kraambed gezien als de grootste reden waarom hij wordt verstoten door zijn vader. Fan is ouder dan Ebenezer en komt te sterven tijdens de bevalling van haar zoon Fred. Net omdat Ebenezer door zijn vader omwille van een gelijkaardige reden werd verstoten, wil hij geen contact met Fred. In het boek is Fan jonger dan Ebenezer en wordt nergens vermeld dat ze is komen te sterven.

## Trivia
- Terwijl de film in Groot-Brittannië een grote hit was, was hij in Amerika eerder een financiële tegenvaller.[1]
- In 1989 werd de film ingekleurd.
- Alastair Sim en Michael Hordern hernamen in 1971 hun rol en spraken de stemmen in van respectievelijk Ebenezer Scrooge en Jacob Marley in de animatiefilm A Christmas Carol.
- Michael Hordern speelde Ebenezer Scrooge in een BBC-tv-versie uit 1977.